# Primula deuteronana
Primula deuteronana är en viveväxtart som beskrevs av William Grant Craib. Primula deuteronana ingår i släktet vivor, och familjen viveväxter. Inga underarter finns listade i Catalogue of Life.